# Bruno Miguel Mendes Alves
Bruno Miguel Mendes Alves (sinh ngày 9 tháng 6 năm 1990 ở Guimarães) là một cầu thủ bóng đá người Bồ Đào Nha thi đấu cho F.C. Arouca ở vị trí tiền vệ.